# Górki (powiat sochaczewski)
Górki – wieś w Polsce położona w województwie mazowieckim, w powiecie sochaczewskim, w gminie Brochów.
Wieś wchodzi w skład sołectwa Górki, Hilarów.
| SIMC    | Nazwa           | Rodzaj    |
| ------- | --------------- | --------- |
| 1056801 | Górki Piaseczne | część wsi |

W latach 1975–1998 miejscowość należała administracyjnie do województwa warszawskiego.